# John Peterson (luchador)
John Peterson (Wisconsin, Estados Unidos, 22 de octubre de 1948) es un deportista estadounidense retirado especialista en lucha libre olímpica donde llegó a ser campeón olímpico en Montreal 1976.

## Carrera deportiva
En los Juegos Olímpicos de 1972 celebrados en Múnich ganó la medalla de plata en lucha libre olímpica de pesos de hasta 82 kg, tras el luchador soviético Levan Tediashvili (oro) y por delante del rumano Vasile Iorga (bronce). Cuatro años después, en las Olimpiadas de Montreal 1976 ganó la medalla de oro en la misma modalidad.